# Teatro Ideal
El Teatro Ideal de Calahorra, (La Rioja) és un espai teatral situat en el carrer del Teatre, núm. 4. El teatre data de 1925. També s'hi projectà cinema. Després d'unes obres de rehabilitació, va ser reinaugurat el 28 de juny de 2006. La superfície total construïda és de 2.056,58 m2 i la seva capacitat és de 503 espectadors.